# Liste der Kulturdenkmale in Zangenberg
Die Liste der Kulturdenkmale in Zangenberg bei Zeitz enthält die Kulturdenkmale des Landesamtes für Denkmalpflege und Archäologie in Sachsen-Anhalt im Zeitzer Ortsteil Zangenberg und ist eine Teilliste der Liste der Kulturdenkmale in Zeitz. Grundlage ist das Denkmalverzeichnis des Landes Sachsen-Anhalt, das auf Basis des Denkmalschutzgesetzes des Landes Sachsen-Anhalt, welches am 21. Oktober 1991 durch das Landesamt erstellt und seither laufend ergänzt wurde (Stand: 31. Dezember 2022).

## Zangenberg
| Lage                                               | Bezeichnung      | Beschreibung | Erfassungs- nummer | Ausweisungsart               | Bild           |
| -------------------------------------------------- | ---------------- | --- | ------------------ | ---------------------------- | -------------- |
| Hauptstraße 11 (Karte)                             | Wohnhaus         | | 094 85637          | Baudenkmal                   | BW             |
| Hauptstraße 7 (Karte)                              | Bauernhof        | | 094 85636          | Baudenkmal                   | BW             |
| Kurt-Lange-Straße 6 (Karte)                        | Bauernhof        | | 094 85638          | Baudenkmal                   | BW             |
| Pestalozzistraße 7 (Karte)                         | Pfarrhaus        | Fachwerkhaus – Ecke Teichstraße, neben Kirche | 094 85641          | Baudenkmal                   | Pfarrhaus      |
| Teichstraße, Ecke B 2 (Karte)                      | Gedenkstein      | Reformationsdenkmal mit 2 Inschriftenseiten, „Zum Andenken an den 31. Oktober 1517 und an den 25. Juni 1530 Die Kirchfahrt zu Zangenberg 1830 Erneuert am 31.Oktober 1883, 1908 und 1996“ und „Was Glaubenskraft und weise Milde und holter Fürstensinn getan, das deuten hier im schönen Bilde dir Wanderer diese Bäume an“ | 094 85639          | Baudenkmal                   | Weitere Bilder |
| Teichstraße, Ortsmitte (Karte)                     | Kirche           | barocke Saalkirche als verputzter Natursteinbau mit dreiseitig geschlossener Chor, mit Turm auf quadratischem Grundriss und oktogonalem Obergeschoss, Haube und Laterne. Innenraum mit Empore, Loge, Kanzelaltar und Taufe                                                                                                   | 094 85640          |                              | Weitere Bilder |
| Teichstraße 10 (Karte)                             | Gutshof          | Rittergut, Gutshof und Landschaftspark im barocken Historismus aus dem 18. Jahrhundert, offene Rechteckanlage mit integriertem Herrenhaus auf rechteckigem Grundriss, Reste eines Wassergrabens, vermutlich ehemalige Wasserburg                                                                                             | 094 85642          | Baudenkmal                   | Weitere Bilder |
| Ziegelei, entlang nördlich der Bahnstrecke (Karte) | Elsterfloßgraben | Kanal erbaut im 16. Jahrhundert von Martin Planer, Wird als Teilobjekt des Elsterfloßgrabens geführt. In der Vergangenheit bestand auch die Erfassungsnummer 094 86701. | 094 66211 020      | Teilobjekt eines Baudenkmals | Weitere Bilder |

## Legende
In den Spalten befinden sich folgende Informationen:
- Lage: Nennt den Straßennamen und wenn vorhanden die Hausnummer des Kulturdenkmals. Die Grundsortierung der Liste erfolgt nach dieser Adresse. Der Link „Karte“ führt zu verschiedenen Kartendarstellungen und nennt die geographischen Koordinaten.
Link zu einem Kartenansichtstool, um Koordinaten zu setzen. In der Kartenansicht sind Baudenkmale ohne Koordinaten mit einem roten bzw. orangen Marker dargestellt und können in der Karte gesetzt werden. Baudenkmale ohne Bild sind mit einem blauen bzw. roten Marker gekennzeichnet, Baudenkmale mit Bild mit einem grünen bzw. orangen Marker.
- Offizielle Bezeichnung: Nennt den Namen, die Bezeichnung oder zumindest die Art des Kulturdenkmals und verlinkt, soweit vorhanden, auf den Artikel zum Objekt.
- Beschreibung: Nennt bauliche und geschichtliche Einzelheiten des Kulturdenkmals, vorzugsweise die Denkmaleigenschaften.
- Erfassungsnummer: Für jedes Kulturdenkmal wird in Sachsen-Anhalt eine 20stellige Erfassungsnummer vergeben. Die letzten zwölf Ziffern werden für die Untergliederung nach Teilobjekten genutzt und werden nur angegeben, soweit vergeben. In dieser Spalte kann sich folgendes Icon  befinden, dies führt zu Angaben zu diesem Baudenkmal bei Wikidata.
- Ausweisungsart: Die Einordnung des Denkmales nach § 2 Abs. 2 DenkmSchG LSA
- Bild: Ein Bild des Denkmales, und gegebenenfalls einen Link zu weiteren Fotos des Kulturdenkmals im Medienarchiv Wikimedia Commons. Wenn man auf das Kamerasymbol klickt, können Fotos zu Kulturdenkmalen aus dieser Liste hochgeladen werden: